# Dicranum cryptodon
Dicranum cryptodon là một loài rêu trong họ Dicranaceae. Loài này được Mont. Mitt. mô tả khoa học đầu tiên năm 1869.